# عنكبوت صياد أسود الكلابيات
عنكبوت صياد أسود الكلابيات (الاسم العلمي:Eusparassus nigrichelis) هو نوع من العنكبوتيات يتبع جنس العنكبوت الصياد من فصيلة العناكب الصيادة.